# Hofstetten bei Brienz
Hofstetten bei Brienz és un municipi del cantó de Berna (Suïssa), situat a l'antic districte d'Interlaken i a l'actual Interlaken-Oberhasli.